# Liste der Stolpersteine in Weißenfels
Die Liste der Stolpersteine in Weißenfels enthält alle Stolpersteine, die im Rahmen des gleichnamigen Kunst-Projekts von Gunter Demnig in Weißenfels verlegt wurden. Mit ihnen soll Opfern des Nationalsozialismus gedacht werden, die in Weißenfels lebten und wirkten.

## Liste der Stolpersteine
| Adresse                                                       | Datum der Verlegung | Person(en) | Inschrift | Bild | Bild des Hauses    |
| ------------------------------------------------------------- | ------------------- | --- | --- | --- | ------------------ |
| Beuditzstraße 31 ·                                            | 4. Juni 2010        | Julius Fleischer (1900–1941) Julius Fleischer wurde in Bayreuth als Sohn von Marie und August Fleischer geboren. Die Familie zog später nach Weißenfels. Während der Reichspogromnacht 1938 wurde Julius Fleischer verhaftet und im Gefängnis von Bayreuth eingesperrt. Am 29. Dezember 1941 wurden er und seine Mutter nach Riga deportiert und nach ihrer Ankunft zwei Tage später ermordet. | Hier wohnte JULIUS FLEISCHER Jg. 1900 deportiert 1941 Riga ermordet 1.12.1942                                                               | Bild gesucht Der Benutzer GeorgDerReisende ( Diskussion ) wünscht sich an dieser Stelle ein Bild vom Ort mit diesen Koordinaten 51.19983 11.96293 . Motiv: Beuditzstraße 31: die Stolpersteine für die Familie Fleischer, die Lage und das Haus Falls du dabei helfen möchtest, erklärt die Anleitung , wie das geht. BW          |                    |
| Beuditzstraße 31 ·                                            | 4. Juni 2010        | Marie Fleischer, geb. Kohn (1863–1941) Marie geb. Kohn wurde in Maineck geboren und wohnte zunächst in Bayreuth. Dort heiratete sie August Fleischer, mit dem sie eine Tochter namens Hermine und einen Sohn namens Julius hatte. Später zog die Familie nach Weißenfels. Am 29. Dezember 1941 wurden sie und ihr Sohn nach Riga deportiert und nach ihrer Ankunft zwei Tage später ermordet. | Hier wohnte MARIE FLEISCHER geb. Kohn Jg. 1869 deportiert 1941 Riga ermordet 1.12.1942                                                      | |                    |
| Dammstraße 18 ·                                               | 15. Mai 2008        | Julie Bütter, geb. Schlesinger (1877–1944) Julie Büttner wurde am 13. Januar 1944 zunächst ins Ghetto Theresienstadt und von dort am 16. Mai 1944 ins KZ Auschwitz-Birkenau deportiert, wo sie ermordet wurde. | | Bild gesucht Der Benutzer GeorgDerReisende ( Diskussion ) wünscht sich an dieser Stelle ein Bild vom Ort mit diesen Koordinaten 51.202218 11.968581 . Motiv: Dammstraße 18: der Stolperstein für Julie Bütter, die Lage und das Haus Falls du dabei helfen möchtest, erklärt die Anleitung , wie das geht. BW                     | Dammstraße 18      |
| Dr.-Benjamin-Halevi-Straße 6 (ehemals Starkes Privatstraße) · | 13. Apr. 2009       | Julius Lewinsohn (1867–1943) Julius Lewinsohn wurde in Pinne geboren und betrieb in Weißenfels die 1896 gegründete „Trampler“-Schuhwarenfabrik. Er war verheiratet und hatte einen Sohn und eine Enkelin. Am 1. Juli 1938 wurde er gezwungen, seine Fabrik unter Wert zu verkaufen. Ein Jahr später wurde er zur Unterzeichnung eines Heimeinkaufsvertrags genötigt, musste seine Villa in Weißenfels aufgeben und Geld dafür zahlen, dass er in ein vermeintliches Altersheim in der Boelckestraße 24 (heute Dessauer Straße) in Halle (Saale) umzog. Am 2. September 1942 wurde zudem sein verbliebenes Vermögen samt der Villa beschlagnahmt. Am 19. September 1942 wurde Lewinsohn ins Ghetto Theresienstadt deportiert, wo er am 8. April 1943 starb. Seine Enkelin überlebte den Krieg. | | Bild gesucht Der Benutzer GeorgDerReisende ( Diskussion ) wünscht sich an dieser Stelle ein Bild vom Ort mit diesen Koordinaten 51.193712 11.968302 . Motiv: Dr.-Benjamin-Halevi-Straße 6: der Stolperstein für Julius Lewinsohn, die Lage und das Haus Falls du dabei helfen möchtest, erklärt die Anleitung , wie das geht. BW  |                    |
| Feldstraße 18 ·                                               | 13. Apr. 2009       | Bernd Wolfsohn (1938–1944) Bernd Wolfsohn war das jüngste Kind jüdischer Eltern aus Weißenfels. Er starb im Alter von sechs Jahren an einer Mittelohrentzündung, weil ihm ärztliche Hilfe verweigert wurde. Seine Eltern und sein älterer Bruder überlebten den Krieg. | Hier wohnte BERND WOLFSON Jg. 1938 Ärztliche Hilfe verweigert tot 16.4.1944                                                                 | Bild gesucht Der Benutzer GeorgDerReisende ( Diskussion ) wünscht sich an dieser Stelle ein Bild vom Ort mit diesen Koordinaten 51.207339 11.969319 . Motiv: Feldstraße 18: der Stolperstein für Bernd Wolfsohn, die Lage und das Haus Falls du dabei helfen möchtest, erklärt die Anleitung , wie das geht. BW                   |                    |
| Friedrichsstraße 3 ·                                          | 15. Mai 2008        | Isaak Fränkel (?–1939) Isaak Fränkel wurde 1938 nach Polen abgeschoben. Nach der Besetzung des Landes durch die Nationalsozialisten kam er noch 1939 im KZ Plaszow ums Leben. | Hier wohnte ISAAK FRÄNKEL ‚Polenaktion‘ 1938 verhaftet Zwangsarbeit 1939 Krakow-Plaszow ermordet                                            | Isaak Fränkel | Friedrichsstraße 3 |
| Friedrichsstraße 14 ·                                         | 29. Juli 2010       | Gertrud Reyersbach, geb. Gumpel (1882–1942) Gertrud Reyersbach stammte aus Berlin. Sie und ihr Mann bemühten sich vergeblich um eine Genehmigung für die Ausreise in die Vereinigten Staaten. Am 14. April 1942 wählten sie den gemeinsamen Freitod. | Hier wohnte GERTRUD REYERSBACH geb. Gumpel Jg. 1882 gedemütigt / entrechtet vor Deportation Flucht in den Tod 14.4.1942                     | Gertrud Reyersbach | Friedrichstraße 14 |
| Friedrichsstraße 14 ·                                         | 29. Juli 2010       | Siegfried Reyersbach (1877–1942) Siegfried Reyersbach stammte aus Oldenburg in Holstein. Er und seine Frau bemühten sich vergeblich um eine Genehmigung für die Ausreise in die Vereinigten Staaten. Am 14. April 1942 wählten sie den gemeinsamen Freitod. | Hier wohnte SIEGFRIED REYERSBACH Jg. 1877 gedemütigt / entrechtet vor Deportation Flucht in den Tod 14.4.1942                               | Siegfried Reyersbach | Friedrichstraße 14 |
| Jüdenstraße 16 ·                                              | 15. Mai 2008        | Lina Karlick, geb. Ransenberg (1872–1943) Lina Karlick stammte aus Meschede und hatte drei Söhne, denen die Emigration nach Palästina und England gelang. Am 19. September 1942 wurde Lina Karlick von Halle (Saale) aus ins Ghetto Theresienstadt deportiert, wo sie am 20. Mai 1943 starb. | Hier wohnte Lina Karlick geb.Ransenberg Jg. 1872 deportiert 1942 Theresienstadt tot 20.5.1943                                               | weitere Bilder \| | Jüdenstraße 16     |
| Kirchweg 12 ·                                                 | 12. Feb. 2025       | Frieda Böhme, geb. Schumann (1896–1943) | | Bild gesucht Der Benutzer Cookroach wünscht sich an dieser Stelle ein Bild vom Ort mit diesen Koordinaten 51.19498 11.95376 . Motiv: Stolperstein für Frieda Böhme Falls du dabei helfen möchtest, erklärt die Anleitung , wie das geht. BW                                                                                       |                    |
| Kirschweg 15 ·                                                | 15. Mai 2008        | Ephraim Flamm (1879–1942) Ephraim Flamm wurde in Nenzenheim geboren. Er und seine Frau wurden am 1. Juni 1942 von Halle (Saale) aus ins Vernichtungslager Sobibor deportiert und dort nach ihrer Ankunft zwei Tage später ermordet. | Hier wohnte EPHRAIM FLAMM Jg. 1879 deportiert 1942 Sobibor erschossen 3.6.1942                                                              | Bild gesucht Der Benutzer GeorgDerReisende ( Diskussion ) wünscht sich an dieser Stelle ein Bild vom Ort mit diesen Koordinaten 51.19561 11.95298 . Motiv: Stolperstein für Ephraim Flamm Falls du dabei helfen möchtest, erklärt die Anleitung , wie das geht. BW                                                                |                    |
| Kirschweg 15 ·                                                | 15. Mai 2008        | Hermine Flamm, geb. Fleischer (1892–1942) Hermine Flamm stammte aus Bayreuth. Sie und ihr Mann wurden am 1. Juni 1942 von Halle (Saale) aus ins Vernichtungslager Sobibor deportiert und dort nach ihrer Ankunft zwei Tage später ermordet. | Hier wohnte HERMINE FLAMM geb. Fleischer Jg. 1893 deportiert 1942 Sobibor erschossen 3.6.1942                                               | Bild gesucht Der Benutzer GeorgDerReisende ( Diskussion ) wünscht sich an dieser Stelle ein Bild vom Ort mit diesen Koordinaten 51.19561 11.95298 . Motiv: Stolperstein für Hermine Flamm Falls du dabei helfen möchtest, erklärt die Anleitung , wie das geht. BW                                                                |                    |
| Langendorfer Straße 36 ·                                      | 15. Mai 2008        | Berta Sternreich (1923–1942) Berta Sternreich war die Tochter von David und Sophie Sternreich und arbeitete als Näherin. Am 29. Oktober 1938 wurde die Familie im Rahmen der „Polenaktion“ über die polnische Grenze getrieben. Sie kamen in Krakau unter, wo sie nach der deutschen Besetzung Polens im Ghetto leben mussten. Berta Sternreich kam 1942 im KZ Plaszow ums Leben. | Hier wohnte BERTA STERNREICH Jg. 1923 ausgewiesen 1938 nach Polen 1942 Plaszow ermordet                                                     | Bild gesucht Der Benutzer GeorgDerReisende ( Diskussion ) wünscht sich an dieser Stelle ein Bild vom Ort mit diesen Koordinaten 51.195751 11.966879 . Motiv: Langendorfer Straße 36: die Stolpersteine für die Familie Sternreich, die Lage und das Haus Falls du dabei helfen möchtest, erklärt die Anleitung , wie das geht. BW |                    |
| Langendorfer Straße 36 ·                                      | 15. Mai 2008        | David Sternreich (1891–1942) David Sternreich stammte aus Brzesko. Er und seine Frau Sophie hatten einen Sohn namens Yosef und eine Tochter namens Berta. Am 29. Oktober 1938 wurde die Familie im Rahmen der „Polenaktion“ über die polnische Grenze getrieben. Sie kamen in Krakau unter, wo sie nach der deutschen Besetzung Polens im Ghetto leben mussten. Dort starb David Sternreich 1942. Sein genaues Todesdatum ist unbekannt. Sein Sohn Yosef überlebte den Krieg. | Hier wohnte DAVID STERNREICH Jg. 1891 ausgewiesen 1938 nach Polen 1942 Plaszow ermordet                                                     | |                    |
| Langendorfer Straße 36 ·                                      | 15. Mai 2008        | Sophie Sternreich, geb. Liebmann (Libman) (1894–1942) Sophie Sternreich stammte aus Kolomyja. Am 29. Oktober 1938 wurden sie und ihre Familie im Rahmen der „Polenaktion“ über die polnische Grenze getrieben. Sie kamen in Krakau unter, wo sie nach der deutschen Besetzung Polens im Ghetto leben mussten. Dort starb Sophie Sternreich 1942. Ihr genaues Todesdatum ist unbekannt. | Hier wohnte SOPHIE STERNREICH geb. Liebmann Jg. 1894 ausgewiesen 1938 nach Polen 1942 Plaszow ermordet                                      | |                    |
| Leipziger Straße 7 · (ehemals, heute vor Parkplatz) ·         | 27. Jan. 2024       | Sara Birnbach, geb.Abosch (1901–) Sara Birnbach wurde im Oktober 1938 nach Krakow-Plaszow in das Zwangsarbeitslager deportiert. Sie wurde dort ermordet. | Hier wohnte Sara Birnbach geb.Abosch Jg.1901 'Polenaktion' 1938 Zwangsarbeit Krakau-Plaszow ermordet                                        | weitere Bilder \| |                    |
| Leipziger Straße 7 · (ehemals, heute vor Parkplatz) ·         | 27. Jan. 2024       | Heinrich Birnbach (1894–) Heinrich Birnbach betrieb in Weißenfels zusammen mit Simon Birnbach (* 1899) einen Rohproduktenhandel, der mindestens von 1923 bis 1930 bestand. Sein Schicksal ist ungeklärt. | Hier wohnte Heinrich Birnbach Jg.1894 'Polenaktion' 1938 Schicksal unbekannt                                                                | weitere Bilder \| |                    |
| Leipziger Straße 7 · (ehemals, heute vor Parkplatz) ·         | 27. Jan. 2024       | Susanna Birnbach (1926–) Susanna Birnbach wurde 1926 in Weißenfels geboren und im Oktober 1938 nach Krakow-Plaszow in das Zwangsarbeitslager deportiert. Sie wurde dort ermordet. | Hier wohnte Susanna 'Susi' Birnbach Jg. 1922 'Polenaktion' 1938 Zwangsarbeit Krakau-Plaszow ermordet                                        | weitere Bilder \| |                    |
| Merseburger Straße 49 ·                                       | 8. Sep. 2014        | Jacob Hofmann (1881–?) Jacob Hofmann und seine Frau Rosa wollten eigentlich per Schiff nach Shanghai ausreisen, gingen aber in Italien von Bord, um über Libyen nach Palästina zu gelangen. In Bengasi wurden sie verhaftet und über Neapel ins Internierungslager Ferramonti di Tarsia verbracht, wo sich ihre Spur 1940 verliert. | Hier wohnte JACOB HOFMANN Jg. 1881 Flucht 1939 Italien/Libyen verhaftet 1940 Bengasi deportiert Ferramonti/Italien ermordet                 | Bild gesucht Der Benutzer GeorgDerReisende ( Diskussion ) wünscht sich an dieser Stelle ein Bild vom Ort mit diesen Koordinaten 51.209463 11.967611 . Motiv: Merseburger Straße 49: die Stolpersteine für das Ehepaar Hofmann, die Lage und das Haus Falls du dabei helfen möchtest, erklärt die Anleitung , wie das geht. BW     |                    |
| Merseburger Straße 49 ·                                       | 8. Sep. 2014        | Rosa Hofmann, geb. Kahn (1881–?) Rosa Hofmann und ihr Mann Jacob wollten eigentlich per Schiff nach Shanghai ausreisen, gingen aber in Italien von Bord, um über Libyen nach Palästina zu gelangen. In Bengasi wurden sie verhaftet und über Neapel ins Internierungslager Ferramonti di Tarsia verbracht, wo sich ihre Spur 1940 verliert. | Hier wohnte ROSA HOFMANN geb. Kahn Jg. 1881 Flucht 1939 Italien/Libyen verhaftet 1940 Bengasi deportiert Ferramonti/Italien ermordet        | |                    |
| Müllnerstraße 14 ·                                            | 15. Mai 2008        | Selma Fiedler, geb. Engel (1891–1940) Selma Fiedler wurde in Böhmisch Leipa geboren. Am 25. März 1940 wurde sie ins KZ Ravensbrück deportiert. Im März 1942 wurde sie in die Tötungsanstalt Bernburg verlegt, wo sie am 27. März 1942 ermordet wurde. | | Bild gesucht Der Benutzer GeorgDerReisende ( Diskussion ) wünscht sich an dieser Stelle ein Bild vom Ort mit diesen Koordinaten 51.210648 11.964544 . Motiv: Müllnerstraße 14: der Stolperstein für Selma Fiedler, die Lage und das Haus Falls du dabei helfen möchtest, erklärt die Anleitung , wie das geht. BW                 |                    |
| Naumburger Straße 55 ·                                        | 8. Sep. 2014        | Emil Kamm (1877–1942) Emil Kamm stammte aus Pawonkau. Er war mit Rosa Kamm verheiratet und hatte mit ihr drei Söhne namens Erich, Günther und Herbert sowie eine Tochter namens Ruth. Am 1. Juni 1942 wurde er von Halle (Saale) aus ins Vernichtungslager Sobibor deportiert und dort direkt nach ihrer Ankunft zwei Tage später ermordet. | Hier wohnte EMIL KAMM Jg. 1877 deportiert 1942 Izbica ermordet 3.6.1942 Sobibor                                                             | Bild gesucht Der Benutzer GeorgDerReisende ( Diskussion ) wünscht sich an dieser Stelle ein Bild vom Ort mit diesen Koordinaten 51.19761 11.961395 . Motiv: Naumburger Straße 55: die Stolpersteine für die Familie Kamm, die Lage und das Haus Falls du dabei helfen möchtest, erklärt die Anleitung , wie das geht. BW          |                    |
| Naumburger Straße 55 ·                                        | 8. Sep. 2014        | Erich Otto Kamm (1922–1943) Erich Kamm wurde in Weißenfels geboren und wohnte später in Berlin. In Schönfelde musste er Zwangsarbeit in einem Forsteinsatzlager verrichten. Am 19. April 1943 wurde er von Berlin aus nach Auschwitz deportiert, wo er am 13. Juni 1943 ermordet wurde. | Hier wohnte ERICH KAMM Jg. 1922 Zwangsarbeit 1943 Lager Schönefeld deportiert 1943 Auschwitz ermordet 13.6.1943                             | |                    |
| Naumburger Straße 55 ·                                        | 8. Sep. 2014        | Günther Kamm (1919–1943) Günther Kamm wurde in Pawonkau geboren. In Schönfelde musste er Zwangsarbeit in einem Forsteinsatzlager verrichten. Am 19. April 1943 wurde er von Berlin aus nach Auschwitz deportiert, wo er am 20. Juni 1943 ermordet wurde. | Hier wohnte GÜNTHER KAMM Jg. 1919 Zwangsarbeit 1943 Lager Schönefeld deportiert 1943 Auschwitz ermordet 20.8.1943                           | |                    |
| Naumburger Straße 55 ·                                        | 8. Sep. 2014        | Herbert Kamm (1920–1943) Herbert Kamm wurde in Pawonkau geboren. Am 12. Januar 1943 wurde er von Berlin aus nach Auschwitz deportiert, wo er ermordet wurde. Sein genaues Todesdatum ist unbekannt | Hier wohnte HERBERT KAMM Jg. 1920 deportiert 1943 ermordet in Auschwitz                                                                     | |                    |
| Naumburger Straße 55 ·                                        | 8. Sep. 2014        | Rosa Kamm (1884–1942) Rosa Kamm stammte aus Smilowitz. Am 1. Juni 1942 wurde sie von Halle (Saale) aus ins Vernichtungslager Sobibor deportiert und dort direkt nach ihrer Ankunft zwei Tage später ermordet. | Hier wohnte ROSA KAMM Jg. 1884 deportiert 1942 Izbica ermordet 3.6.1942 Sobibor                                                             | |                    |
| Naumburger Straße 55 ·                                        | 8. Sep. 2014        | Ruth Kamm (1926–1942) Ruth Kamm wurde in Weißenfels geboren und besuchte die jüdische Schule in Halle (Saale). Dort arbeitete sie auch im jüdischen Altersheim auf der Boelckestraße. Am 1. Juni 1942 wurde sie von Halle (Saale) aus ins Vernichtungslager Sobibor deportiert und dort direkt nach ihrer Ankunft zwei Tage später ermordet. | Hier wohnte RUTH KAMM Jg. 1926 deportiert 1942 Izbica ermordet 3.6.1942 Sobibor                                                             | |                    |
| Naumburger Straße 55 ·                                        | 8. Sep. 2014        | Selma Kamm (1875–1943) Selma Kamm stammte aus Pawonkau. Am 19. September 1942 wurde sie von Halle aus ins Ghetto Theresienstadt deportiert, wo sie am 25. Februar 1943 den Tod fand. | Hier wohnte SELMA KAMM Jg. 1875 deportiert 1942 Theresienstadt ermordet 25.2.1943                                                           | |                    |
| Schillerstraße 15 ·                                           | 13. Apr. 2009       | Emma Murr, geb. Engel (1885–1942) Die aus Böhmisch Leipa stammende Jüdin Emma geb. Engel war mit dem katholischen Schuhmacher Friedrich Murr verheiratet und kam 1905 nach Weißenfels. In Weißenfels wurden der Sohn Rudolf und die Tochter Rosel geboren. Friedrich Murr starb kurz vor der Machtübernahme der Nationalsozialisten. Die Fabrik der Familie wurde daher als jüdisch angesehen und sollte enteignet werden. Es kam zu Schikanen, Anschuldigungen (Rassenschande), Verboten sowie zu wiederholten Verhaftungen durch die Gestapo. Emma Murr wurde zeitweilig ins KZ Ravensbrück verbracht und wurde am 29. Mai 1942 in der Tötungsanstalt Bernburg ermordet. Ihre Tochter Rosa Schramm (geb. Murr) konnte sich bis zur Befreiung durch die Alliierten mit ihrem Sohn Reinhard Schramm auf dem Eichberg bei Weißenfels verstecken. Ihr Sohn Rudolf wurde 1941 ermordet. Auch Emma Murrs Schwester Selma Fiedler wurde Opfer des Holocaust (siehe Müllnerstraße 14). | Hier wohnte EMMA MURR geb. Engel Jg. 1885 verhaftet 30.11.1940 Ravensbrück eingewiesen 30.11.1940 ‚Heilanstalt‘ Bernburg ermordet März 1942 | Bild gesucht Der Benutzer GeorgDerReisende ( Diskussion ) wünscht sich an dieser Stelle ein Bild vom Ort mit diesen Koordinaten 51.208205 11.969028 . Motiv: Schillerstraße 15: die Stolpersteine für die Familie Murr, die Lage und das Haus Falls du dabei helfen möchtest, erklärt die Anleitung , wie das geht. BW            |                    |
| Schillerstraße 15 ·                                           | 13. Apr. 2009       | Rudolf Murr (1905–1941) Rudolf Murr war der Sohn von Emma und Friedrich Murr. Seit dem Tod des Vaters im Jahr 1932 leitete er die Schuhfabrik im Hinterhof. Nach der Machtübernahme der Nationalsozialisten wurde er in den KZs Sachsenhausen, Dachau und Neuengamme interniert. In Neuengamme starb er am 20. April 1941 durch Folter. | Hier wohnte RUDOLF MURR Jg. 1905 verhaftet 20.4.1941 Neuengamme ermordet 20.4.1941                                                          | |                    |
| Schützenstraße 71 ·                                           | 31. Mai 2024        | Ida Ott, geb. Zotstein (1897–1942) Ida Ott wurde am 1. Mai 1897 in Weißenfels geboren und lebte zunächst in der Großen Burgstraße 1. Nach dem Tod des Vaters zog sie mit ihren Schwestern und ihrer Mutter zunächst in die Marienstraße 1 um. Nach der Hochzeit mit einem nicht-jüdischen Mann zog sie in die Feldstraße 13 um. Dieser veranlasste 1938 in Braunschweig die Scheidung, woraufhin Ida einen gelben Davidstern tragen musste. Sie kam bei der christlichen Familie Werner unter, wurde aber am 1. Juni 1942 in das Vernichtungslager Sobibor deportiert und zwei Tage später dort von der SS ermordet. | | Bild gesucht Der Benutzer Cookroach wünscht sich an dieser Stelle ein Bild vom Ort mit diesen Koordinaten 51.19428 11.98219 . Motiv: Schützenstraße 71: Stolperstein für Ida Ott Falls du dabei helfen möchtest, erklärt die Anleitung , wie das geht. BW                                                                         |                    |
| Waltherstraße 8 ·                                             | 15. Mai 2008        | Franz Engel (1891–1944) Franz Engel war bis zur Machtergreifung der Nationalsozialisten Mitglied des Stadtrats von Weißenfels sowie Unterbezirksvorsitzender der SPD. Bereits am 7. August 1933 wurde er in das KZ Lichtenburg gebracht, wo seit 2014 ein Bild an der Häftlings-Porträt-Wand im Obergeschoss der Gedenkstätte an ihn erinnert. Er wurde später freigelassen. Franz Engel wurde im August 1944 verschleppt und im KZ Sachsenhausen ermordet. | Hier wohnte FRANZ ENGEL Jg. 1891 verhaftet Aug. 1944 Sachsenhausen ermordet                                                                 | Bild gesucht Der Benutzer GeorgDerReisende ( Diskussion ) wünscht sich an dieser Stelle ein Bild vom Ort mit diesen Koordinaten 51.198445 11.961849 . Motiv: Walterstraße 8: der Stolperstein für Franz Engel, die Lage und das Haus Falls du dabei helfen möchtest, erklärt die Anleitung , wie das geht. BW                     |                    |
| Weinbergstraße 7 ·                                            | 4. Juni 2010        | Walter Scheyer (1912–?) Walter Scheyer war ein in Weißenfels geborener und lebender Jude. Die Umstände seines Verschwindens aus der Stadt sind ungeklärt. Er gilt als verschollen. | | Bild gesucht Der Benutzer GeorgDerReisende ( Diskussion ) wünscht sich an dieser Stelle ein Bild vom Ort mit diesen Koordinaten 51.205215 11.96929 . Motiv: Weinbergstraße 7: der Stolperstein für Walter Scheyer, die Lage und das Haus Falls du dabei helfen möchtest, erklärt die Anleitung , wie das geht. BW                 |                    |
| ?                                                             | 2012?               | Rosa Cäcilie (Cecilie Rosa) Mire, geb. Großhardt (1886–1943) Cecilie Rosa Mire stammte aus Żabno. Sie floh vor Kriegsausbruch nach Belgien. Von Mechelen aus wurde sie Anfang 1943 ins KZ Auschwitz-Birkenau deportiert, wo sie am 15. Januar 1943 ermordet wurde. | | |                    |

## Verlegungen
Zwischen 2008 und 2025 wurden bisher 34 Steine an 19 Adressen verlegt.
- 15. Mai 2008: zehn Steine an sieben Adressen
- 13. April 2009: vier Steine an drei Adressen
- 4. Juni 2010: drei Steine an zwei Adressen
- 29. Juli 2010: zwei Steine an einer Adresse
- 2012(?): ein Stein an einer Adresse(?)
- 8. September 2014: neun Steine an zwei Adressen
- 27. Januar 2024: drei Steine an einer Adresse
- 31. Mai 2024: ein Stein an einer Adresse
- 12. Februar 2025: ein Stein an einer Adresse